# Smilax maritima
Smilax maritima là một loài thực vật có hoa trong họ Smilacaceae. Loài này được Feay ex Alph.Wood miêu tả khoa học đầu tiên năm 1861.